# Inge Hecht
Inge Hecht (* 9. März 1949 in Kyllburg; † 9. Oktober 2019 in Raisting) war eine deutsche Politikerin (SPD).

## Biografie
Inge Hecht besuchte die Volksschule und machte eine Berufsausbildung zur Einzelhandelskauffrau.
1976 wurde Hecht Mitglied der SPD. Sie war Gemeinderätin und Fraktionsvorsitzende im Kreistag. Von 1994 bis 2003 saß sie im Bayerischen Landtag. Dort war sie verbraucherpolitische Sprecherin der SPD-Landtagsfraktion. Hecht starb am 9. Oktober 2019 im Alter von 70 Jahren in Raisting.